# El abrevadero de los dinosaurios
El abrevadero de los dinosaurios es un libro de cuentos de la escritora cubano-estadoundiese Daína Chaviano, compuesto por 70 relatos cortos. Su primera edición salió en La Habana (Cuba), en 1990.
A través de cada cuento, se va reconstruyendo la historia de lo que ocurriría si la humanidad descubriera de pronto que los dinosaurios nunca se extinguieron, sino que lograron escapar a su destino huyendo hacia una dimensión o universo paralelo, donde lograron desarrollar una cultura mucho más sofisticada y avanzada en el aspecto ético que la humana.
El leitmotiv del libro es el deseo de los seres humanos en recuperar el contacto perdido con esa especie. Las diferencias abismales que existen entre los valores sociales y culturales de ambas especies dejan muy mal parados los pretendidos avances de la civilización humana, porque cada encuentro o intento de convivencia entre humanos y saurios deja en ridículo o pone en tela de juicio la pretendida superioridad de los seres humanos. Según la autora, “el tono era humorístico, porque se trataba de una sátira llena de situaciones absurdas que ridiculizaban y ponían en tela de juicio los valores que intentaban imponernos”.
Fue el primer libro cubano en defender abiertamente a la comunidad gay, incluyendo temas como el derecho al matrimonio y a tener o adoptar hijos. Entre todos sus cuentos, se destaca de manera especial «Romanza ambigua», cuyo protagonista —un dinosaurio llamado Verde Verde— se convirtió en una figura icónica dentro de esa comunidad.
Pese a su carácter crítico ante los dogmas patriarcales, homofóbicos, machistas, jerárquicos y dictatoriales que propugnaba el gobierno de la isla, el libro burló la censura debido a su disfraz «fantástico» y se convirtió en una obra de culto.
El libro se publicó posteriormente en México (Nueva Imagen, 2005) y en España (Huso, 2017).